# Minoru Suzuki
Minoru Suzuki (鈴木 実?, Suzuki Minoru; Yokohama, 17 giugno 1968) è un wrestler ed ex artista marziale misto giapponese.
Suzuki ha cominciato la sua carriera da wrestler nel 1988, per poi diventare un lottatore di arti marziali miste e dominare la scena giapponese negli anni novanta. Nel 2003 è tornato al puroresu, combattendo principalmente per la All Japan Pro Wrestling e la New Japan Pro-Wrestling.
Insieme a Masakatsu Funaki è il co-fondatore della Pancrase, una delle prime federazioni di arti marziali miste della storia.

## Carriera

### Freelance (2003–presente)

#### Consejo Mundial de Lucha Libre (2007)
Nel maggio 2007 partì per la sua prima tournée in Messico con la Consejo Mundial de Lucha Libre (CMLL), insieme a Takayama.

## Personaggio

### Mosse finali
- Cradle piledriver
- Sleeper hold

### Soprannomi
- "The King"
- "The Wrestling King"

## Arti marziali miste
| Risultato | Record | Avversario       | Metodo                           | Evento                         | Data              | Round | Tempo | Città     | Note |
| --------- | ------ | ---------------- | -------------------------------- | ------------------------------ | ----------------- | ----- | ----- | --------- | ---- |
| Sconfitta | 7-1    | Bas Rutten       | KO (colpi)                       | Road to the Championship 2     | 6 luglio 1994     | 1     | 3:43  | Amagasaki |      |
| Vittoria  | 7-0    | Maurice Smith    | Sottomissione (armbar)           | Road to the Championship       | 31 maggio 1994    | 1     | 0:35  | Tokyo     |      |
| Vittoria  | 6-0    | Thomas Puckett   | Sottomissione (armbar)           | Pancrash! 3                    | 21 aprile 1994    | 1     | 1:43  | Osaka     |      |
| Vittoria  | 5-0    | Takaku Fuke      | Sottomissione (bulldog choke)    | Pancrash! 2                    | 12 marzo 1994     | 1     | 6:30  | Nagoya    |      |
| Vittoria  | 4-0    | Ken Shamrock     | Sottomissione (heel hook)        | Pancrash!                      | 19 gennaio 1994   | 3     | 7:37  | Yokohama  |      |
| Vittoria  | 3-0    | James Mathews    | Sottomissione (keylock)          | Yes, We Are Hybrid Wrestlers 4 | 8 dicembre 1993   | 1     | 0:58  | Fukuoka   |      |
| Vittoria  | 2-0    | Vernon White     | Sottomissione (leg scissors)     | Yes, We Are Hybrid Wrestlers 2 | 14 ottobre 1993   | 1     | 2:35  | Nagoya    |      |
| Vittoria  | 1-0    | Katsuomi Inagaki | Sottomissione (rear naked choke) | Yes, We Are Hybrid Wrestlers   | 21 settembre 1993 | 1     | 3:25  | Urayasu   |      |

## Titoli e riconoscimenti

### Wrestling professionistico
- All Japan Pro Wrestling
  - AJPW Triple Crown Heavyweight Championship (2)
  - AJPW World Tag Team Championship (1) – con Taiyō Kea
  - All Asia Tag Team Championship (1) – con Nosawa Rongai
- New Japan Pro-Wrestling
  - IWGP Intercontinental Championship (1)
  - IWGP Tag Team Championship (1) – con Yoshihiro Takayama
  - NEVER Openweight Championship (2)
- Nikkan Sports
  - Best Technique (2004, 2005)
  - Fighting Spirit Award (2006)
  - Match of the Year (2010) – vs. Masakatsu Funaki
  - Best Outstanding Performance (2011)
- Pro Wrestling Illustrated
  - 14º tra i 500 migliori wrestler singoli nella PWI 500 (2007)
- Pro Wrestling Noah
  - GHC Heavyweight Championship (1)
  - GHC Tag Team Championship (1) – con Naomichi Marufuji
- Revolution Pro Wrestling
  - British Heavyweight Championship (1)
  - British Tag Team Championship (1) – con Zack Sabre Jr.
- Ring of Honor
  - ROH World Television Championship (1)[1]
- Tokyo Sports
  - Best Technique (2004)
  - Best Tag Team (2004) – con Yoshihiro Takayama
  - Best Tag Team (2008) – con Taiyō Kea
  - MVP Award (2006)
  - Best Outstanding Performance (2015)
- Wrestling Observer Newsletter
  - Match of the Year (2012) – vs. Hiroshi Tanahashi
  - Match of the Year (2014) – vs. AJ Styles
  - Hall of Fame (2017)

### Arti marziali miste
- Pancrase
  - King of Pancrase Openweight Championship (1)